# Suture coronale

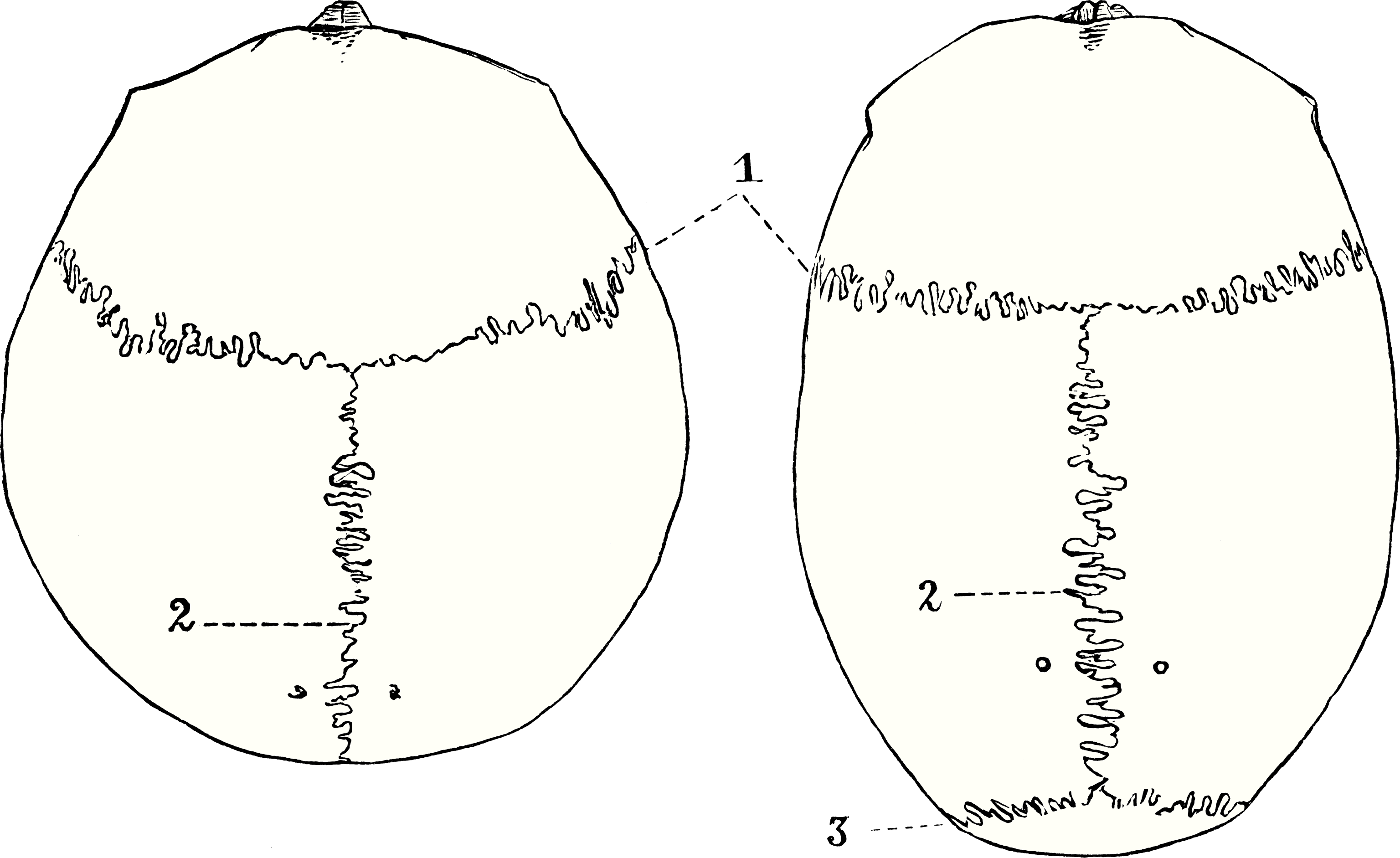
Sutures osseuses d'un crâne humain.
1 : les deux sutures coronales.

La suture coronale est la suture constituée de l'ensemble des deux sutures fronto-parietales situées entre l'os frontal et l'un des deux os pariétal. C'est une suture dentée.

## Développement
La suture coronale est souple à la naissance, elles permet au crâne de grandir au fur et à mesure que le cerveau grossit. Elle reste souple plusieurs années et durcit ensuite. Après la fermeture le crâne ne peut plus grossir.

## Aspect clinique
Lorsqu'une ou des sutures se ferment trop tôt apparaît une craniosynostose, le crâne ne peut plus grandir de façon harmonieuse et se déforme. La craniosynostose des sutures coronales est la seconde plus fréquente. Dans ce cas le crâne est court et large si les deux sutures se sont refermées (brachycéphalie) ou le crâne est diagonal si une seule des deux sutures (d’un seul côté de la fontanelle) est prématurément refermée (plagiocéphalie).